# Lista odcinków serialu Mental: Zagadki umysłu
| Odcinek | Tytuł odcinka Polski tytuł odcinka       | Scenariusz                    | Reżyseria   | Premiera amerykańska (FOX) | Premiera polska (Fox Life) | Oglądalność (w mln.) (USA) |
| ------- | ---------------------------------------- | ----------------------------- | ----------- | -------------------------- | -------------------------- | -------------------------- |
| 1       | Pilot Innowacyjne metody                 | Deborah Joy LeVine Dan LeVine | Guy Ferland | 26 maja 2009               | 6 września 2009            | 5.80                       |
| 2       | A Beautiful Delusion Piękne złudzenie    | Deborah Joy LeVine Dan LeVine | Guy Ferland | 2 czerwca 2009             | 13 września 2009           | 5.04                       |
| 3       | Book of Judges Filozofia życia           | Deborah Joy LeVine Dan LeVine | Guy Ferland | 9 czerwca 2009             | 20 września 2009           | 4.83                       |
| 4       | Manic at the Disco Gra czy rzeczywistość | Deborah Joy LeVine Dan LeVine | Guy Ferland | 16 czerwca 2009            | 27 września 2009           | 4.74                       |
| 5       | Roles of Engagement Trudna rola          | Deborah Joy LeVine Dan LeVine | Guy Ferland | 23 czerwca 2009            | 4 października 2009        | 3.69                       |
| 6       | Rainy Days Deszczowe dni                 | Deborah Joy LeVine Dan LeVine | Guy Ferland | 3 lipca 2009               | 11 października            | 3.43                       |
| 7       | Obsessively Yours Obsesja                | Deborah Joy LeVine Dan LeVine | Guy Ferland | 10 lipca 2009              | 18 października 2009       | 3.68                       |
| 8       | House of Mirrors Dom luster              | Deborah Joy LeVine Dan LeVine | Guy Ferland | 17 lipca 2009              | 25 października 2009       | 3.70                       |
| 9       | Coda Ostatni rozdział                    | Deborah Joy LeVine Dan LeVine | Guy Ferland | 24 lipca 2009              | 1 listopada 2009           | 3.69                       |
| 10      | Do Over Reinkarnacja                     | Deborah Joy LeVine Dan LeVine | Guy Ferland | 31 lipca 2009              | 8 listopada 2009           | 2.92                       |
| 11      | Lines in the Sand Przekraczanie granic   | Deborah Joy LeVine Dan LeVine | Guy Ferland | 7 sierpnia 2009            | 15 listopada 2009          | 3.26                       |
| 12      | Life and Limb Ciało obce                 | Deborah Joy LeVine Dan LeVine | Guy Ferland | 14 sierpnia 2009           | 22 listopada 2009          | 2.99                       |
| 13      | Bad Moon Rising Wilkołak                 | Deborah Joy LeVine Dan LeVine | Guy Ferland | 14 sierpnia 2009           | 29 listopada 2009          | 3.34                       |